# Clara gracilis
Clara gracilis är en sparrisväxtart som beskrevs av R.C.Lopes och Andreata. Clara gracilis ingår i släktet Clara och familjen sparrisväxter. Inga underarter finns listade i Catalogue of Life.